# Coppa Italia di pallacanestro maschile 2025
La Coppa Italia di pallacanestro maschile 2025 è stata la quarantanovesima edizione del torneo. Nota per ragioni di sponsorizzazione come Frecciarossa Final Eight 2025, si è disputata per la terza volta consecutiva alla Inalpi Arena di Torino dal 12 al 16 febbraio 2025
Il trofeo è stato vinto dall'Aquila Trento, al suo primo successo nella competizione

## Squadre
Si qualificano alla competizione le prime 8 classificate al termine del girone d'andata della Serie A UnipolSai 2024-25:
1. Brescia
2. Trapani Shark
3. Aquila Trento
4. Virtus Bologna

1. Olimpia Milano
2. Pall. Reggiana
3. Pall. Trieste
4. Derthona Basket

## Tabellone
|  | Quarti di finale 12 e 13 febbraio | Quarti di finale 12 e 13 febbraio | Quarti di finale 12 e 13 febbraio |               |                | Semifinali 15 febbraio | Semifinali 15 febbraio | Semifinali 15 febbraio |  |  | Finale 16 febbraio | Finale 16 febbraio | Finale 16 febbraio |
|  |                                   |                                   |                                   |               |                |                        |                        |                        |  |  |                    |                    |                    |
|  | 1                                 | Brescia                           | 86                                |               |                |                        |                        |                        |  |  |                    |                    |                    |
|  | 8                                 | Derthona Basket                   | 79                                |               |                |                        |                        |                        |  |  |                    |                    |                    |
|  | 8                                 | Derthona Basket                   | 79                                |               | 1              | Brescia                | 69                     |                        |  |  |                    |                    |                    |
|  |                                   |                                   |                                   |               | 1              | Brescia                | 69                     |                        |  |  |                    |                    |                    |
|  |                                   | 5                                 | Olimpia Milano                    | 74            |                |                        |                        |                        |  |  |                    |                    |                    |
|  | 4                                 | 5                                 | Olimpia Milano                    | 74            | Virtus Bologna | 77                     |                        |                        |  |  |                    |                    |                    |
|  | 4                                 |                                   |                                   |               | Virtus Bologna | 77                     |                        |                        |  |  |                    |                    |                    |
|  | 5                                 | Olimpia Milano                    | 91                                |               |                |                        |                        |                        |  |  |                    |                    |                    |
|  |                                   |                                   |                                   |               |                |                        |                        |                        |  |  | 5                  | Olimpia Milano     | 63                 |
|  |                                   |                                   | 3                                 | Aquila Trento | 79             |                        |                        |                        |  |  |                    |                    |                    |
|  | 3                                 | Aquila Trento                     | 85                                |               |                |                        |                        |                        |  |  |                    |                    |                    |
|  | 6                                 | Pall. Reggiana                    | 80                                |               |                |                        |                        |                        |  |  |                    |                    |                    |
|  | 6                                 | Pall. Reggiana                    | 80                                |               | 3              | Aquila Trento          | 82                     |                        |  |  |                    |                    |                    |
|  |                                   |                                   |                                   |               | 3              | Aquila Trento          | 82                     |                        |  |  |                    |                    |                    |
|  |                                   | 7                                 | Pall. Trieste                     | 79            |                |                        |                        |                        |  |  |                    |                    |                    |
|  | 2                                 | 7                                 | Pall. Trieste                     | 79            | Trapani Shark  | 72                     |                        |                        |  |  |                    |                    |                    |
|  | 2                                 |                                   |                                   |               | Trapani Shark  | 72                     |                        |                        |  |  |                    |                    |                    |
|  | 7                                 | Pall. Trieste                     | 74                                |               |                |                        |                        |                        |  |  |                    |                    |                    |

## Tabellini

### Quarti di finale
| Arbitri: | Saverio Lanzarini (Bologna) Carmelo Paternicò (Piazza Armerina) Daniele Vallerani (Ferentino) |

|                                             |            |                                    |
| Della Valle, Ivanović 20 Burnell 17 Bilan 8 | Punti      | 17 Vital 13 Candi 12 Gorham, Weems |
| Bilan 5                                     | Assist     | 5 Candi                            |
| Bilan, Burnell, Dowe, Ndour 5               | Rimbalzi   | 6 Baldasso, Gorham                 |
| Giuseppe Poeta                              | Allenatori | Walter De Raffaele                 |

| Arbitri: | Beniamino Manuel Attard (Priolo Gargallo) Guido Giovannetti (Bari) Carmelo Lo Guzzo (Pisa) |

|                                    |            |                                     |
| Diouf 20 Shengelia 14 Belinelli 10 | Punti      | 19 Shields 16 LeDay 14 Dimitrijević |
| Pajola 5                           | Assist     | 4 Shields                           |
| Shengelia 8                        | Rimbalzi   | 7 LeDay                             |
| Duško Ivanović                     | Allenatori | Ettore Messina                      |

| Arbitri: | Michele Rossi (Anghiari) Alessandro Perciavalle (Torino) Christian Borgo (Grumolo delle Abbadesse) |

|                          |            |                                  |
| Cale 22 Niang 18 Lamb 13 | Punti      | 25 Winston 16 Cheatham 11 Faried |
| Ellis 14                 | Assist     | 4 Smith, Winston                 |
| Niang 7                  | Rimbalzi   | 9 Faried                         |
| Paolo Galbiati           | Allenatori | Dīmītrīs Priftīs                 |

| Arbitri: | Tolga Ozge Sahin (Messina) Mark Bartoli (Trieste) Giacomo Dori (Mirano) |

|                                     |            |                                                |
| Alibegovic 18 Robinson 17 Horton 11 | Punti      | 11 Valentine 11 Johnson 11 Candussi 11 Ruzzier |
| Galloway 3                          | Assist     | 6 Valentine                                    |
| Horton 16                           | Rimbalzi   | 5 Valentine, Johnson, Brooks                   |
| Jasmin Repeša                       | Allenatori | Jamion Christian                               |

### Semifinali
| Arbitri: | Beniamino Manuel Attard (Priolo Gargallo) Valerio Grigioni (Roma) Andrea Valzani (Milano) |

|                               |            |                                 |
| Ndour 20 Bilan 17 Ivanović 11 | Punti      | 19 Shields 14 Mirotic 8 Bolmaro |
| Ivanovic 6                    | Assist     | 3 Shields                       |
| Bilan 8                       | Rimbalzi   | 6 Bolmaro, Gillespie, Mirotic   |
| Giuseppe Poeta                | Allenatori | Ettore Messina                  |

| Arbitri: | Saverio Lanzarini (Bologna) Carmelo Lo Guzzo (Pisa) Edoardo Gonella (Genova) |

|                                          |            |                                  |
| Lamb 18 Ellis 11 Cale, Pecchia, Niang 10 | Punti      | Ruzzier 25 Brown 21 Valentine 19 |
| Ellis 8                                  | Assist     | Ruzzier 5                        |
| Ellis 10                                 | Rimbalzi   | Valentine 11                     |
| Paolo Galbiati                           | Allenatori | Jamion Christian                 |

### Finale
| Arbitri: | Beniamino Manuel Attard (Priolo Gargallo) Guido Giovannetti (Bari) Michele Rossi (Anghiari) |

|                               |            |                          |
| Mirotic 20 LeDay 12 Shields 9 | Punti      | 23 Ford 14 Ellis 12 Lamb |
| Mannion 4                     | Assist     | 3 Žukauskas              |
| Shields 6                     | Rimbalzi   | 9 Žukauskas              |
| Ettore Messina                | Allenatori | Paolo Galbiati           |

| Vincitrice Coppa Italia 2025   |
| ------------------------------ |
| Aquila Basket Trento 1º titolo |

## Premi individuali
| Premio             | Giocatore      | Squadra        | Fonte |
| ------------------ | -------------- | -------------- | ----- |
| MVP                | Quinn Ellis    | Aquila Trento  | [ 2 ] |
| Top scorer         | Shavon Shields | Olimpia Milano | [ 3 ] |
| Miglior assist man | Quinn Ellis    | Aquila Trento  | [ 4 ] |
| Miglior difensore  | Myles Cale     | Aquila Trento  | [ 5 ] |
| Miglior italiano   | Saliou Niang   | Aquila Trento  | [ 6 ] |